# Gentile da Foligno

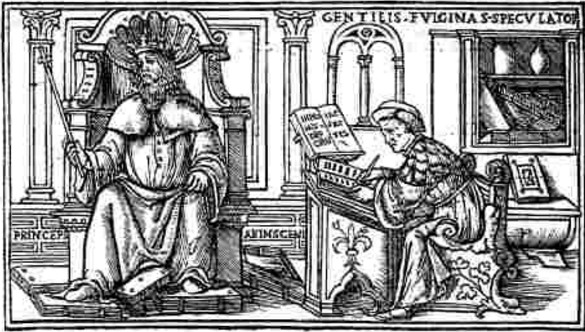
Titelblatt zu Gentile da Folignos Kommentar zum Canon des Avicenna, Venedig 1520

Gentile da Foligno (latinisiert Gentilis Fulgineus, G. Fulginas, G. de Fulgineo, G. de Gentilibus; Beiname: Speculator; * 1280/1290 in Foligno?; † 18. oder 28. Juni 1348 in Foligno) war ein italienischer Arzt, Scholastiker und Naturphilosoph. Er war neben Taddeo Alderotti schon zu Lebzeiten einer der berühmtesten Ärzte Italiens und hat als Kommentator des für die spätmittelalterliche Medizin grundlegenden Canons von Avicenna auch die nachfolgenden Jahrhunderte beeinflusst.

## Leben

### Herkunft

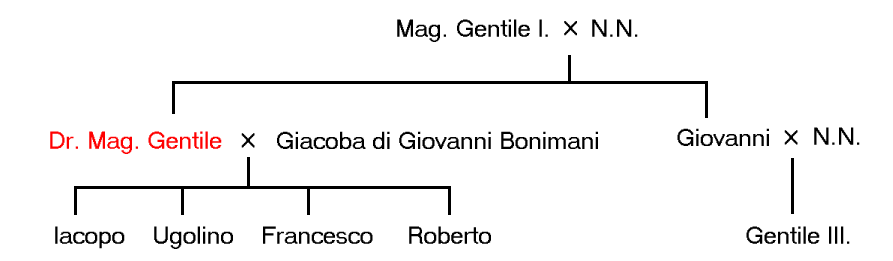
Verwandtschaftsbeziehungen, nach Lugano (1908)

Die wichtigsten zeitgenössischen Quellen für die Kenntnis der familiären Herkunft Gentiles sind zwei notarielle Urkunden aus dem Jahr seines Todes 1348: ein Kodizill vom 14. Juni 1348 aus San Giovanni Profiamma bei Foligno, in dem Gentile während seiner Pesterkrankung einige Wochen vor seinem Tod in Ergänzung eines früheren, seinerseits nicht erhaltenen Testaments vom 14. September 1341 die Stiftung einer Kapelle verfügte, und dem in einer Abschrift des 17. Jahrhunderts (von Lodovico Iacobilli, 1598–1669) noch kurze Inhaltsangaben aus vier weiteren Urkunden angefügt sind; ferner eine Stiftungsurkunde vom 2. August 1348 aus Foligno, in der Gentiles Sohn Francesco einige Wochen nach dem Tod des Vaters als dessen Erbe und Testamentsvollstrecker im Beisein von drei weiteren Verwandten die in dem Kodizill verfügte Stiftung der Kapelle vollzog.
In dem Kodizill Gentiles wird dieser bezeichnet als egregius medicinae doctor mag(ister) Gentilis q(uo)n(dam) mag(istri) Gentilis de Fulgineo, mit einem ähnlich auch in anderen Urkunden verwendeten Patronym, aus dem sich ergibt, dass Gentiles Vater ebenfalls Gentile hieß (hier deshalb gemäß der Generationenfolge als I. und II. unterschieden), ebenfalls den Titel eines Magisters führte, der, falls es sich nicht um einen bloßen Ehrentitel, sondern um einen akademischen Grad handelte, den Absolventen einer Artistenfakultät, aber auch einen Magister der Theologie, Jurisprudenz oder Medizin bezeichnen konnte. Der Vater wird außerdem durch den Zusatz quondam, wie in ähnlicher Form auch schon in zwei Urkunden vom 6. und 18. Februar 1342, als verstorben gekennzeichnet, und der Zusatz de Fulgineo zeigt an, dass der Sohn und vermutlich auch der Vater oder deren Herkunftsfamilie aus Foligno stammte oder dort ansässig war, wenn dies auch noch nicht notwendig etwas über den Geburtsort besagt.
In den Schlussformeln der Stiftungsurkunde Francescos werden außerdem drei 'nächste Blutverwandte' Francescos angeführt, die der Beurkundung beiwohnten und ihre Zustimmung erteilten, nämlich die Witwe Gentiles (II.) und Mutter Francescos mit dem Namen Jacoba (domna Iacoba matre ipsius et uxore olim supradicti magistri Gentilis), ferner ein Gentile di Giovanni di Maestro Gentile (Gentilis domni Iohannis magistri Gentilis) sowie zuletzt ein Pietro di Manillo Bonfigli (Petrus Mannilli Bonfilgli). Durch eine kurze zusammenfassende Mitteilung Rossis (1876) aus Archivalien in Perugia, die im Original von der Forschung seither nicht mehr aufgefunden oder herangezogen wurden und zu denen offenbar auch ein Testament Francescos gehörte, ist über Gentiles (II.) Witwe Jacoba noch weitergehend bekannt, dass sie die Tochter eines Giovanni Bonimani gewesen sei (Iacopa di Giovanni Bonimani), mit ihrem Mann insgesamt vier Söhne mit Namen Iacopo, Ugolino, Francesco und Roberto gehabt habe und 1373 als Begünstigte eines Legats ihres Sohnes Francesco noch am Leben war. Iacobilli, dem zu seiner Zeit noch wichtige Archivalien in Foligno zur Verfügung standen, hat dagegen in seinen unveröffentlichten Cronache della città di Foligno als Patronym der Ehefrau Gentiles di Boncambio Benintesi angegeben und dort außerdem den Richter und Doktor Niccolao di Mattioli di Gerardone, der als Treuhänder Gentiles an dessen letztwilligen Verfügungen und an dem Stiftungsakt Francescos beteiligt war, als Schwiegersohn Gentiles bezeichnet, so dass eventuell auch noch mit einer Tochter Gentiles zu rechnen ist.
Über die Söhne Gentiles teilt Rossi mit, dass Vater diese vier noch in seinem Testament bedacht hatte und sie 1373 bereits verstorben waren, Iacopo, Ugolino und Roberto ohne Hinterlassung von Kindern, Francesco aber, offenbar als letzter der vier erst 1373 gestorben, unter Hinterlassung einer Ehefrau. Iacobilli wiederum hat demgegenüber im Anhang zu seiner Abschrift von Gentiles Kodizill aus weiteren Archivalien in Foligno mitgeteilt, dass in Gentiles Testament vom 14. September 1341 speziell die Söhne Jacobus et Franciscus bedacht worden waren—Ugolino und Roberto werden von Iacobilli nicht erwähnt und sind auch sonst außer durch Rossi nicht belegt --, ferner dass Iacopo am 23. Juni 1348, also kurz nach dem Kodizill seines Vaters, in einem eigenen Kodizill eger corpore (leiblich erkrankt) ein Legat von 1000 Perusiner Pfund zur Verwendung für mildtätige Zwecke bestimmte und diese letztwillige Verfügung am 22. Juli 1348 von einem Testamentsvollstrecker vollzogen wurde, so dass er 1348 offenbar in den gleichen Wochen wie sein Vater an der Pest erkrankte, vor dem 22. Juli dann verstarb und deshalb am 2. August in der Stiftungsurkunde Francescos nicht mehr unter als Zeugen anwesenden Verwandten erscheint. Von diesen Verwandten ist der an dritter Stelle genannte Petrus Mannilli Bonfilgli anderweitig nicht bekannt: Lugano (1908) hat in ihm den Ehemann einer nicht bezeugten Tochter Gentiles (II.), Sensi (1984) dagegen einen Bruder von dessen namentlich nicht bekannter Mutter vermutet. Von dem an zweiter Stelle genannten Gentilis domni Iohannis magistri Gentilis ist dagegen dessen Vater Giovanni als d(ominus) Iohannes M(agistri) Gentilis gemeinsam mit Gentile (II.) am 27. April 1325 als Zeuge einer Beurkundung in Foligno belegt. Iacobilli hat ihn später in seinen Cronache als Doktor und als Bruder Gentiles (II.) bezeichnet und ebenso hat dann auch Lugano (1908) in seiner Stammtafel Giovanni als Sohn von Gentile I. und Bruder von Gentile II. sowie den in der Stiftungsurkunde von 1348 als Zeuge genannten Sohn Giovannis Gentile (III.) als Neffen von Gentile II. bezeichnet.
Andere Zuordnungen dieses Zeugen und seines Vaters Giovanni, mit weitreichenden Konsequenzen für die Genealogie Gentiles (II.), hat dagegen Sensi vorgenommen. 1984 (Seite 109) hatte er in Giovanni zunächst einen Onkel (statt Bruder) Gentiles (II.) vermutet, so dass Gentile III. als Cousin (statt Neffe) Gentiles II., sein Vater Giovanni als Bruder (statt Sohn) Gentiles I. und sein hierdurch überzählig gewordener Großvater Magister Gentile als ein bisher unbekannter Großvater (statt Vater) Gentiles II. anzusetzen wären. In einem späteren Beitrag (1997, Seite XVII) hat er dann, diesmal unter Verselbigung des Zeugen Gentile III. († nach 2. August 1348) mit dem zu dieser Zeit längst verstorbenen Gentile I. († vor 8. Februar 1342), aus dem Patronym dieses Zeugen einen Großvater Gentiles II. mit Namen Giovanni extrapoliert, in welchem Fall der als Vater dieses Giovanni genannte Magister Gentile zuletzt als Urgroßvater Gentiles II. anzusetzen wäre. Die Forschung ist diesen Deutungen Sensis nicht gefolgt, hat stattdessen aber zuweilen einen Bartolo als Vater Gentiles I. und Großvater Gentiles II. angeführt: Diese Annahme ist nicht zeitgenössisch belegt, sondern geht zurück auf Lugano (1908), der seine Stammtafel zwar mit Gentile I. und dessen unbekannter Ehefrau begonnen, dessen Namen dort aber ohne Begründung in Klammern mit dem Zusatz „Bartholi“ versehen hatte. Soweit für den Vater Gentile (I.) in der Literatur auch noch ein biographischer Werdegang mitgeteilt wurde, nämlich eine Geburt um 1260, eine Übersiedlung mit der Familie nach Bologna, eine dortige Tätigkeit als Mediziner und ein Sterbedatum um 1310, so sind diese Angaben darauf zurückzuführen, dass nicht dem Vater Gentile (I.), sondern dessen Sohn (II.) in der biographischen Überlieferung zunächst eine ungefähre Lebenszeit um 1310, dann unter Beibehaltung dieser Angabe ein nicht näher datierter Tod im Alter von fast 80 Jahren in Bologna, mit anschließendem Begräbnis bei den dortigen Dominikanern, zugeschrieben und dies im Weiteren dahingehend modifiziert wurde, dass dieser Tod in Bologna in die Zeit um 1310 datiert und hieraus eine Geburt um 1260 gefolgert wurde: Weil diese Angaben im Widerspruch standen zu denjenigen Informationen, die aus zeitgenössischer Überlieferung über den Ort und das Jahr seines Todes bekannt geworden waren, wurden sie für Gentile (II.) zwar verworfen, aber als Ergebnis einer Verwechslung Gentiles mit seinem gleichnamigen Vater gedeutet und deshalb auf diesen übertragen.

### Ausbildung und Berufstätigkeit
Für die verbreitete Annahme, dass er ein Schüler von Taddeo Alderotti († 1295) in Bologna und von Pietro d’Abano († 1316) in Padua gewesen sei, sind jeweils keine konkreten Belege vorhanden. Auch Dino del Garbo in Siena wurde gelegentlich zu seinen Lehrern gezählt, mit dem er in späteren Jahren befreundet war und dessen Sohn Tommaso zu seinen eigenen Schülern zählte. Durch zeitgenössische Dokumente und Quellen ist die Biographie Gentiles jedoch erst ab 1322, und auch dann nur spärlich dokumentiert. Von März 1322 bis Oktober 1324 ist er als Professor in Siena bezeugt, im Oktober 1325 erhielt er dann eine Berufung als Medizinprofessor für zunächst zwei Jahre nach Perugia, wo er seine Tätigkeit nicht vor dem Dezember 1325 aufnahm und in der Zeit nach dem Ablauf dieser zwei Jahre dann erst 1338 wieder durch eine Disputation sowie für die Jahre ab 1339 durch eine Matrikel und mehrere Reden zu Promotionsfeiern belegt ist. In seinen Recepte super primam fen quarti Avicenne gibt er an, dass er diese nach 34 Jahren ärztlicher Praxis und zehn Jahren Lehrtätigkeit geschrieben hatte, woraus Ceccarelli (1999) zwei alternative Möglichkeiten zur näheren chronologischen Eingrenzung seiner Tätigkeiten abgeleitet hat, die jeweils auf der Grundannahme beruhen, dass er vor 1322 noch nicht in der Lehre tätig gewesen war: Sofern er die in Siena und Perugia begonnene Lehrtätigkeit auch in den unbelegten Jahren zwischen 1327 und 1338 fortsetzte und in dieser Zeit nicht nur als praktischer Arzt tätig blieb, könnte er die Recepte frühestens 1334 verfasst haben, so dass in diesem Fall der Beginn seiner praktischen Berufsausübung nicht vor 1299 anzusetzen wäre, während andernfalls, sofern er die Lehrtätigkeit erst 1338 wieder aufnahm, die Entstehung der Recepte nicht vor 1344 und der Beginn der praktischen Tätigkeit nicht vor 1310 anzunehmen wäre.
Gentile brachte es in Perugia zu großem Ansehen und auch zu einigem Wohlstand, wie die in der Urkunde seines Sohnes von 1348 mitgeteilten Verfügungen seines Testaments belegen. In den letzten Lebensjahren soll ihn nach einer Erzählung von Pietro Paolo Vergerio d. Ä. Ubertino da Carrara, der von 1338 bis zu seinem Tod († 1345) Gouverneur von Padua war, wegen einer Erkrankung zu seinem Arzt berufen und sich von ihm auch in der wissenschaftlichen Förderung der Jugend von Padua beraten lassen haben, nämlich auf seinen Rat hin zwölf junge Männer aus Padua mit Stipendien für ein Studium an der Pariser Universität auszustatten. Durch zwei nicht genauer datierbare Stücke von Gentiles Consilia ist zumindest erwiesen, dass er von Ubertino wegen einer Blasenerkrankung und von Ubertinos Schwester wegen eines Brustkatarrhs konsultiert wurde. Kein zeitgenössischer Anhaltspunkt ist dagegen dafür bekannt, dass er auch der medicus von Papst Johannes XXII. gewesen und von diesem mit großer Wertschätzung und Auszeichnungen bedacht worden sein soll.

### Wirken
Er veröffentlichte eine Arbeit zur Physiologie der Harnbereitung (Uropoese).

### Tod
Er starb im Juni des Pestjahres 1348 in Foligno, die näheren Umstände seines Todes sind durch eine Notiz eines Francesco da Foligno überliefert, der nicht mit Gentiles gleichnamigen Sohn, sondern mit Francesco di maestro Filippo di maestro Matteo da Foligno, drei Jahre später Inhaber des Lehrstuhls für Medizin in Perugia, zu identifizieren sein soll. Laut dieser Notiz, die einem noch von Gentile selbst verfassten Consilium zur Behandlung der Pest in Perugia beigefügt wurde, soll er infolge der außerordentlichen Belastungen durch seine Beteiligung an der Pflege der Kranken erkrankt und nach sechstägigem Krankenlager, während dessen Francesco ihm Beistand leistete, in Perugia verstorben und anschließend in der Kirche der Augustiner-Eremiten (in Foligno) begraben worden sein. Das Datum der Erkrankung ist in zwei Varianten überliefert. In zwei Handschriften in München (Clm 77) und Rom (Cpl 1264) und im Druck des Consilium jeweils als 12. Juni angegeben, weshalb die ältere Literatur, soweit sie der Darstellung dieser Notiz folgte, als Sterbedatum den 18. Juni (oder unter Nichtbeachtung der sechstägigen Dauer des Krankenlagers, den 12. Juni) anzugeben pflegte. In einer Handschrift aus der zweiten Hälfte des 14. Jahrhunderts in der Biblioteca Malatestina in Cesena ist als Tag der Erkrankung dagegen der 22. Juni genannt und diese Überlieferung, der zufolge das Todesdatum dann auf den 28. statt den 18. Juni anzusetzen wäre, ist laut Ceccarelli (1999) als die verlässlichere anzusehen.

## Werke
Wie zahlreiche andere Mediziner seiner Zeit gehörte Gentile zu einem hochkultivierten Milieu, das man zuweilen als humanistisch oder protohumanistisch bezeichnet hat. Er war literarisch interessiert, zitiert u. a. häufig aus Apuleius, stand in persönlicher Beziehung zu dem Dichter Cino da Pistoia und gibt in seinem Kommentar zu Avicenna an, auch selbst Gedichte in der Volkssprache verfasst zu haben. Vor allem aber besaß er, gemäß der allgemeinen Ausrichtung der Medizin an den oberitalienischen Universitäten seiner Zeit, ein ausgeprägtes Interesse an der aristotelischen Philosophie und Naturphilosophie, die hierbei besonders unter dem Einfluss der Werke von Averroes und Avicenna rezipiert wurde. Er besaß keine eigene Kenntnis des Arabischen, Hebräischen oder Griechischen, war aber mit den verfügbaren lateinischen Übersetzungen vertraut und hat in seinen Schriften Wert darauf gelegt, die eigene Lehrmeinung in den Kontext der ausführlich referierten Auffassungen seiner Vorgänger einzubetten.
Sein wissenschaftliches Hauptwerk, das er seit etwa 1315 bis zu seinem Tod redigierte, ist der Kommentar zum Canon des Avicenna, dessen fünf Bücher er als erster mittelalterlicher Kommentator nahezu vollständig, in allen für den Universitätsunterricht relevanten Teilen, kommentiert hat. Der Kommentar bzw. Teile davon sind in 49 Handschriften des 14. und 15. Jahrhunderts überliefert, zwischen 1476 und 1523 wurde er elfmal ganz oder teilweise gedruckt. Gentile verfasste auch Kommentare zu Hippokrates und Galen, außerdem zahlreiche Quaestiones und kleinere Schriften, die später unter dem Sammelnamen Questiones et Tractatus extravagantes gedruckt wurden.